# إيما ستيبنز
كانت إيما ستيبنز (1 سبتمبر عام 1815 - 25 أكتوبر عام 1882) نحاتة أمريكية وأول امرأة تحصل على تكليف فني عام من مدينة نيويورك. اشتهرت بعملها على تمثال «ملاك المياه» (1873)، والذي يتوسط نافورة بثيسدا الواقعة على مصطبة بثيسدا في سنترال بارك بمدينة نيويورك.

## السيرة الشخصية

### النشأة
ولدت ستيبنز في في مدينة نيويورك بتاريخ 1 سبتمبر عام 1815. كانت واحدة من بين تسعة أطفال لوالدها جون ل. ستيبنز وهو مصرفي ثري، وزوجته ماري لارغن. شجعت عائلتها اهتمام إيما بالفنون.

### الحياة في روما
بادر شقيقها هنري ج. ستيبنز إلى تشجيعها على السفر إلى روما لتنمية اهتمامها بالنحت في عام 1856. سافرت ستيبنز وشقيقتها الصغرى كارولين ووالدتهما إلى روما في شهر مايو من ذاك العام، وهناك استقرت إيما وكارولين. تزوجت كارولين من الرسام الأمريكي جون رولين تيلتون في عام 1858، في حين تعرفت إيما على مجتمع المغتربين من خلال هارييت هوسمر، وهي نحاتة أمريكية.
بادرت هوسمر إلى تعريف ستيبنز على بعض معلميها المستقبليين ومن جملتهم جون غيبسون وبول أكرز.
كانت الممثلة الأمريكية شارلوت كوشمان من السيدات الرائدات بين المغتربين في روما. أبدت كوشمان اهتمامًا خاصًا بأعمال ستيبنز، واحتلت مكانةً خاصةً في قلبها بعد أن اجتمعت بها. سرعان ما أصبحت الاثنتان زوجًا وتبادلتا النذور، واعتبرتا نفسيهما متزوجتين بعد عام واحد من لقائهما.
استغلت كوشمان نفوذها للمساعدة في الحصول على تكليفات لستيبنز على نحو ما فعلت مع الآخرين من قبلها. أدت العلاقة الغرامية بين ستيبنز وكوشمان إلى توتر علاقتهما مع هوسمر، التي كانت موضع إعجاب ونفوذ كوشمان في ما سبق.
عادت ستيبنز وكوشمان إلى الولايات المتحدة حتى تستعيد كوشمان مدخراتها في شهر سبتمبر من عام 1857، وذلك على إثر اختلاس مدير أعمالها لمبالغ مالية. مكثت ستيبنز في نيويورك مع عائلتها أثناء جولة كوشمان الفنية. قدمت كوشمان أدائها الأخير، وسافر الثنائي إلى إنجلترا في يوم 6 يوليو. ذهب الثنائي في جولة حول القارة قبل عودتهما إلى روما في شهر نوفمبر من عام 1858.

### السنوات اللاحقة
عاشت ستيبنز وكوشمان سويةً لمدة 12 عامًا قبل عودتهما إلى الولايات المتحدة بعدما شخصت كوشمان بسرطان الثدي. توقفت ستيبنز عن العمل من أجل الاعتناء بكوشمان حتى وفاة الأخيرة في عام 1876.
قضت ستيبنز ما تبقى من حياتها وهي تكتب سيرة كوشمان الشخصية التي حملت عنوان «شارلوت كوشمان: رسائلها وذكريات حياتها». توفيت جراء إصابتها بمرض في الرئة في يوم 25 أكتوبر عام 1882. ودفنت في مقبرة غرينوود في حي بروكلين.

## الأعمال
كانت ستيبنز نحاتة من المدرسة الكلاسيكية الجديدة، وأنجزت ما يقرب من أربعة وعشرين تمثالًا صغيرًا من الرخام وأنجزت عملين من البرونز كأشغال عامة. وكانت تستمتع بإنجاز القطع الأصغر حجمًا على عكس معظم زملائها. كذلك آثرت القيام بمجمل عملية النحت بنفسها.
عرضت بعض أعمال ستيبنز في الأكاديمية الوطنية للتصميم بمدينة نيويورك في عام 1842. كذلك رشحت لتكون عضوًا منتسبًا في تلك المجموعة، والتي فتحت عضويتها للهواة. غير أن انتخاب ستيبنز أبطِل بعد وقوع خرق غير محدد في الإجراءات. ولم يعاد تقديم اسمها من جديد على الإطلاق.
قدمت ستيبنز نسخًا زيتية بغرض عرضها في أكاديمية بنسيلفانيا للفنون الجميلة في عام 1847.
أكملت ستيبنز عددًا من التماثيل خلال فترة مكوثها في روما ومن بينهم تمثال «أكل اللوتس» (1857 - 1860) الذي كلفها النحات البريطاني جون غيبسون بإنجازه، وتمثال «الصناعة» (1859) وتمثال «التجارة» (1859) اللذين كلفهما تشارلز هيكشر بإنجازه. عرض التمثالان في معرض غوبيل أند سي بنيويورك في عام 1860.
كذلك أكملت ستيبنز تمثالًا نصفيًا لشريكة حياتها كوشمان في عام 1860. كان إنجاز نسخ من التمثال النصفي أحد الطلبات التي لاقت شعبية في وقت لاحق من حياتها.
انتهت ستيبنز خلال ستينيات القرن التاسع عشر من تمثال «معاهدة هنري هدسون مع الهنود» (1860)، وتمثال «ساندالفون» (1861)، وتمثال «الشيطان» (1862)، وتمثال «كريستوفر كولومبوس» (1867). كان تمثال «كريستوفر كولومبوس» العمل الرخامي الوحيد الذي صنعته ستيبنز بحجم واقعي.